# Breuil-Magné
Breuil-Magné település Franciaországban, Charente-Maritime megyében. Lakosainak száma 1891 fő (2022. január 1.). Breuil-Magné Ballon, Ciré-d’Aunis, Loire-les-Marais, Rochefort, Saint-Laurent-de-la-Prée, Vergeroux és Yves községekkel határos.

## Népesség
A település népességének változása:
| Lakosok száma | 698  | 1156 | 1160 | 1468 | 1672 | 1638 | 1685 | 1777 | 1823 | 1891 |
|               | 1968 | 1982 | 1990 | 2006 | 2013 | 2015 | 2017 | 2019 | 2020 | 2022 |